# 圣伯多禄宗徒堂 (维多利亚)
圣伯多禄宗徒堂 (西班牙语: Iglesia de San Pedro Apóstol) 是一座建于14世纪的罗马天主教教堂，哥特式建筑风格，供奉圣伯多禄宗徒，位于西班牙巴斯克自治区首府维多利亚。
1931年，该建筑公布为西班牙國家文物古蹟。